# Marius Mayrhofer
Marius Mayrhofer (Tubinga, 18 settembre 2000) è un ciclista su strada tedesco che corre per la Tudor Pro Cycling Team.
Tra gli Juniores nel 2018 a Innsbruck è stato vice-campione del mondo in linea di categoria, battuto dal solo Remco Evenepoel. Attivo come Under-23 dal 2019 al 2021, è professionista dal 2022.

## Palmarès
- 2017 (Juniores)

Campionati tedeschi, Prova in linea Junior
2ª tappa Oberösterreich Juniorenrundfahrt (Bad Leonfelden > Bad Leonfelden)
- 2018 (Juniores)

Grand Prix Bob Jungels
1ª tappa Corsa della Pace Juniores (Litoměřice > Litoměřice)
2ª tappa, 2ª semitappa Corsa della Pace Juniores (Roudnice nad Labem > Roudnice nad Labem)
1ª tappa Oberösterreich Juniorenrundfahrt (Ansfelden > Marchtrenk)
Trofeo Comune di Vertova
- 2023 (Team DSM, una vittoria)

Cadel Evans Great Ocean Road Race
- 2025 (Tudor Pro Cycling Team, una vittoria)

3ª tappa Boucles de la Mayenne (Javron-les-Chapelles > Laval)

### Altri successi
- 2018 (Juniores)

Classifica a punti Oberösterreich Juniorenrundfahrt

## Piazzamenti

### Grandi Giri
- Giro d'Italia

2023: 74º
2024: non partito (10ª tappa)
- Tour de France

2025: 83º

### Classiche monumento
- Milano-Sanremo

2023: 115º
2024: 111º
- Giro delle Fiandre

2024: ritirato
2025: ritirato
- Parigi-Roubaix

2022: ritirato
2025: 19º

### Competizioni mondiali
- Campionati del mondo

Bergen 2017 - In linea Junior: 55º
Innsbruck 2018 - In linea Junior: 2º

### Competizioni europee
- Campionati europei

Herning 2017 - In linea Junior: 34º
Zlín 2018 - In linea Junior: ritirato